# De l'art du théâtre
De l'art du théâtre (On the art of theater) est un essai paru en 1911 sous la forme d'un recueil d'articles écrits par Edward Gordon Craig entre 1904 et 1910 et publiés pour la plupart dans sa propre revue The Mask.

## Contenu
Edward Gordon Craig y réunit ses articles majeurs expliquant ses théories théâtrales. Il y théorise notamment la Sur-Marionnette. Il considère que l'acteur doit avoir un contrôle sur son corps, tel que le metteur en scène puisse le contrôler comme une marionnette. En effet, l'aspect vivant de l'acteur apporte une part d'imprévisible que Gordon Craig réprouve. Il fixe aussi dans cet ouvrage le rôle du metteur en scène ainsi que l'importance de la scénographie et des lumières.

## Plan
- Les artistes du théâtre de l'avenir, 1907
- L'acteur et la sur-marionette, 1907
- De certaines tendances fâcheuses du théâtre moderne, 1908
- Des pièces, des littérateurs et des peintres au théâtre, 1908
- Le théâtre en Allemagne, en Russie et en Angleterre, 1908
- De l'art du Théâtre (1er dialogue), 1905
- De l'art du théâtre (2d dialogue), 1910
- Des spectres dans les tragédies de Shakespeare, 1910
- Du théâtre de Shakespeare, 1912
- Le réalisme et l'acteur, 1908
- Théâtres de plein air, 1909
- À propos du symbolisme, 1910
- De l'exquis et du précieux, 1910

## Éditions en France
- Première traduction par Geneviève Seligmann-Lui, préface de Jacques Rouché, Paris, Éditions de la Nouvelle Revue française, 1920.
- Réédition augmentée, Paris, Odette Lieutier, 1943.
- De l'art du théâtre  (préf. Monique Borie et Georges Banu), Circé, 1999 (ISBN 978-2-84242-052-9)[5]